# Верхнекамышинский
Верхнекамы́шинский — хутор в Миллеровском районе Ростовской области.
Входит в состав Волошинского сельского поселения.

## География
Хутор находится у границы с Украиной.

## Население
| 2010 |
| ---- |
| 19   |

## Улицы
На хуторе имеется одна улица: Сенная.